# گورتسکو کوشچیلنه
گورتسکو کوشچیلنه (به لاتین: Górecko Kościelne) یک روستا در لهستان است که در گمینا یوزفوو واقع شده‌است. گورتسکو کوشچیلنه ۴۴ نفر جمعیت دارد و ۲۲۵ متر بالاتر از سطح دریا واقع شده‌است.